# Pauls de Flamisell
Pauls de Flamisell (en catalán Paüls de Flamisell), es un pueblo del municipio de  Torre de Capdella, en el Pallars Jussá de la provincia de Lérida, está situado en la Coma de Monrós, frente y a 750 metros al sureste de Monrós. Es uno de los tres pueblos de la Coma, junto con Monrós y Pobellá. Como estos otros pueblos, pertenecía al antiguo término de Monrós. Anteriormente el municipio era denominado Pauls.
El pueblo está situado en una cuesta en el extremo meridional de la Coma de Monrós. Conserva características de pueblo cercado, con restos de una torre de la muralla que lo cerraba.
La iglesia de Paüls de Flamisell está dedicada a San Acisclo y Santa Victoria. Ha sido siempre anexa de Santa María de Monrós, desde que se encuentra una mención, a principios del siglo XVI. El lugar de Paduls está documentado desde el 1064.
Próxima y al noroeste del pueblo está la ermita románica de Santa Lucía de Pauls de Flamisell.

## Etimología
Como todos los topónimos compuestos, hay que explicar por separado los dos componentes. La forma Paüls es una de las derivadas en catalán del latín Palud, a través de la metátesis a Padules y de la posterior caída de la d intervocálica. Así, querría decir, sencillamente, humedales.
De Flamisell es debido a la proximidad del río Flamisell, y de la necesidad de diferenciar este pueblo de Pauls de otros de la misma región.

## Historia
El lugar de Pauls de Flamisell está mencionado ya en 1064 y en 1198: in villa quod dicitur Pobelar et in terminum castelli de Montros.
La señoría del lugar perteneció desde finales del siglo XV a los marqueses de Pallás y duques de Cardona, a través de las entidades de población de Montcortès de Pallars y de Peramea. En 1488, Joan Ramon Folc de Cardona dio la castellanía de Mont-ros, junto con los lugares y términos de Paüls de Flamisell y de Pobellà a Agustí de Planissolet. De este último, la pasó a las familias de Senaller y Plandolit, con el apellido de Areny-Plandolit.

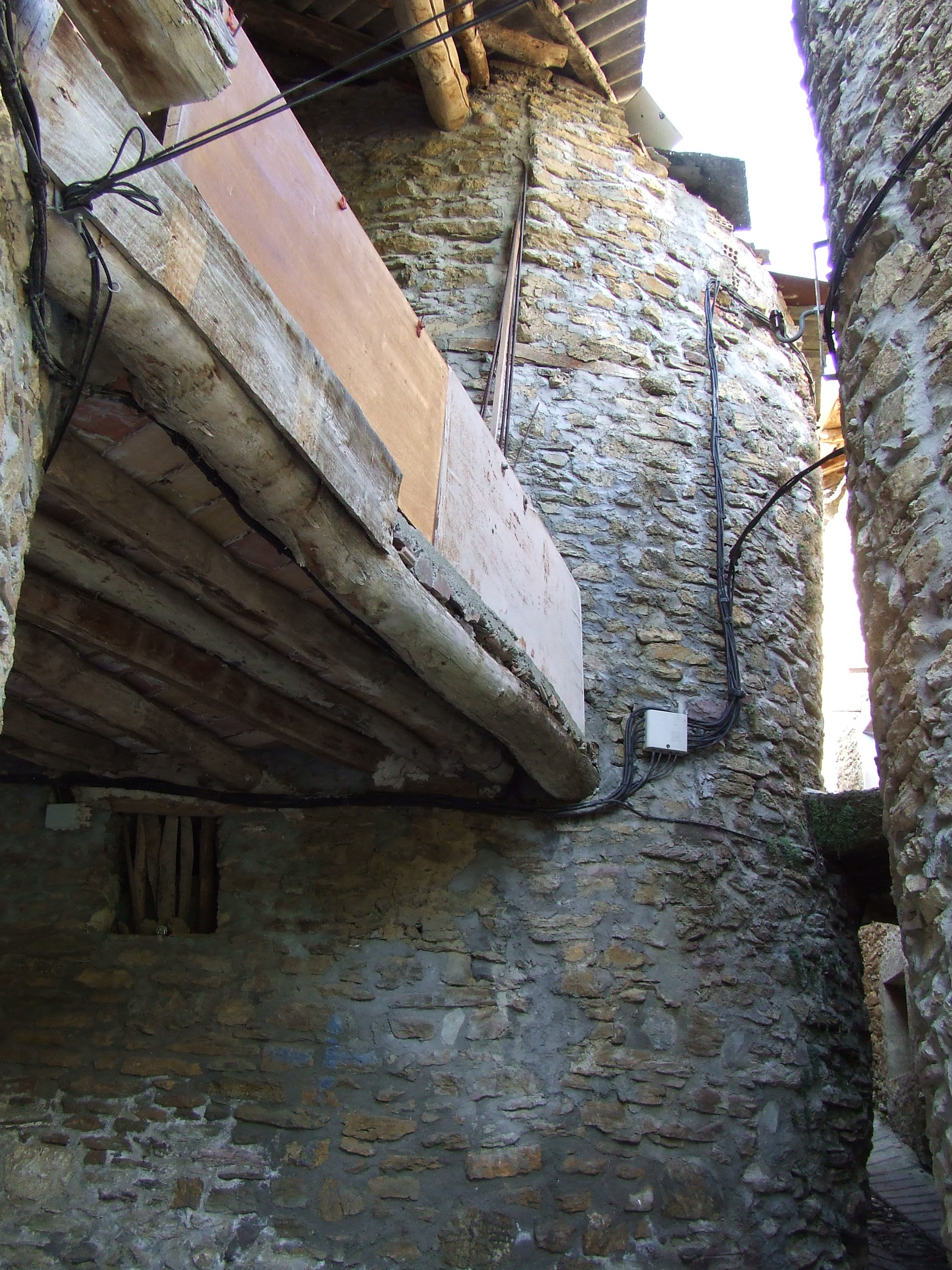
Restos de una torre de la muralla del pueblo.

En 1718 constan en Pauls de Flamisell 18 habitantes. En el censo del Conde de Floridablanca, de 1787, Pauls de Flamisell presenta 18 habitantes, de los cuales 11 son hombres y 7, mujeres. Este censo es muy preciso: solteros, 4 hombres y 3 mujeres, casados, 4 de cada sexo, y viudos, una fuerte desigualdad: 3 y 18. Cinco son campesinos y dos, jornaleros. Los demás (mujeres y niños) suman 11. En 1831, dentro del señorío del Marqués de Pallás, constan 113 habitantes.
Entre 1812 y febrero de 1847 Pauls disfrutó de ayuntamiento propio. Se formó a partir de la promulgación de la Constitución de Cádiz y su despliegue, y fue suprimido, agregando a Mont-ros, debido al límite fijado en la ley municipal de 1845 del mínimo de 30 vecinos (cabezas de familia) indispensables para mantener el ayuntamiento propio.

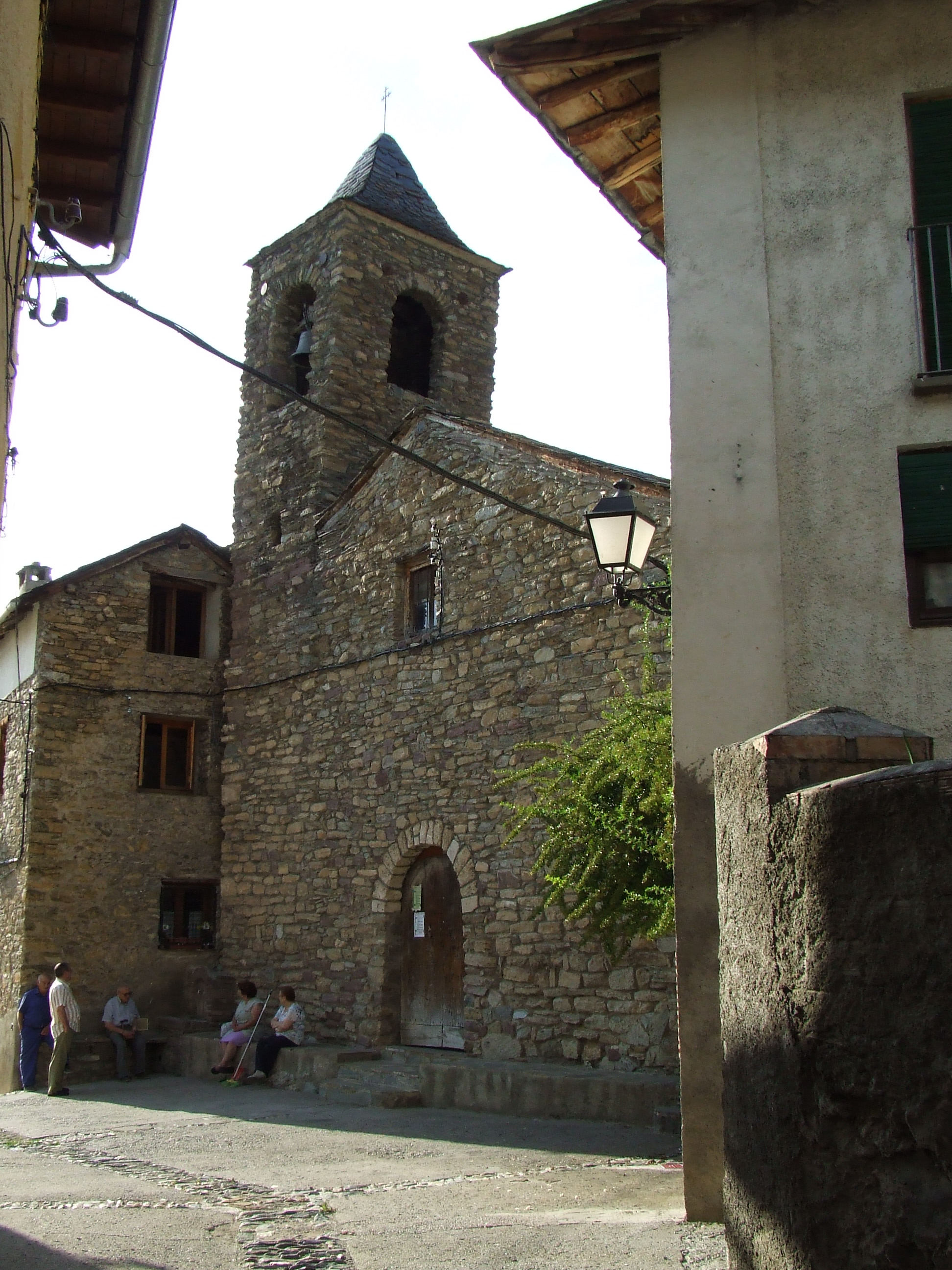
La iglesia de San Acisclo y Santa Victoria.

Pascual Madoz incluye Paüls en su Diccionario geográfico ... de 1845. Según el artículo dice:

el pueblo está en la falda de la montaña de Pobellá, con clima frío, combatido por los vientos del sur, propenso a cadarns. 8 casas forman el pueblo, una fuente que abastece el pueblo, y la iglesia, anexa de la parroquia de Monrós. El terreno es de calidad media, y hay pastos artificiales para el ganado, así como la montaña de Sant Guiu con prados naturales. Se producía trigo, legumbres, patatas, hierba, manzanas, poca fruta y algo de hortalizas. Se criaban vacas y ovejas, y había caza abundante de perdices y liebres. Formaban el pueblo 7 vecinos (cabezas de familia) y 61 almas (habitantes).

Según Ceferí Rocafort (op. cit.), Pauls de Flamisell tenía, hacia el 1915, 34 edificios, con 88 habitantes. En 1970 los habitantes se habían reducido a 41, en 1981 a 8, y en 1994, a 9. Es evidente la recuperación de los últimos años, dado que en 2005 vuelve a haber censadas 34 personas, en una señal de recuperación reciente de la población.